# 十字軍國家

1135年近东局势，四个由十字军建立起的国家、拜占庭以及穆斯林人

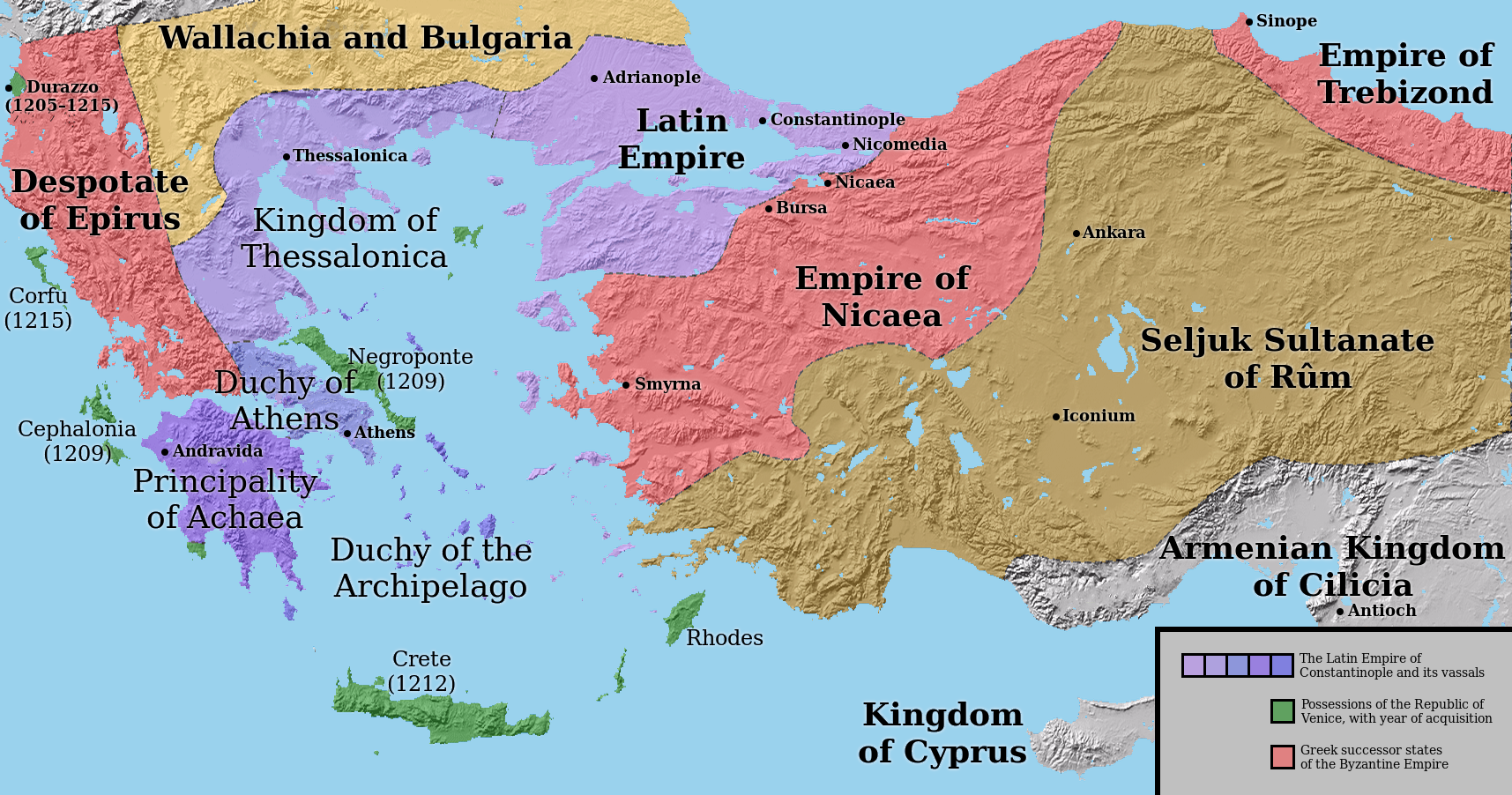
1206年十字軍與威尼斯人建立的拉丁帝國（紫色）與其屬國（紫色）

十字軍國家（英語：Crusader states/Outremer），指經由十字軍東征而建立之拉丁國家，他們建立國家時，一般都會將法蘭克人那套成熟的采邑制度移植至新征服地，而他們所征服之地區，一般都會同時設立天主教的主教，這些國家之存在，無一例外的都如狂風掃落葉，除了一些因保護殖民城市而建立的碉堡外，一般在人口結構、宗教信仰、文化等等，都無法為這些地區留下深刻影響。
十字軍國家主要在兩次十字軍東征時建立，即第一次十字軍東征時征服聖地所建立的幾個王國、公国、伯国，包括耶路撒冷王国、安条克公国、的黎波里伯国、埃德萨伯国；以及第四次十字軍東征時，征服拜占庭帝國所建立的拉丁帝國及其屬國（薩洛尼卡王國、雅典公國、愛琴群島公國、亞該亞侯國）。

## 历史背景
公元7世纪初，穆斯林统治者开始扩大自己的领土进入基督教罗马/拜占庭土地，征服埃及和地中海东岸，逐步接管所有的北非，亚洲西南部的大部分，和大部分伊比利亚半岛。
东罗马帝國（或称拜占庭帝國）尽管曾经恢复过失去的领土，但随着时间的推移逐渐失去了所有的安纳托利亚和部分色雷斯和巴尔干半岛。
在西方，天主教的伊比利亚王国北部发动了一系列被称为“神圣活动”的军事行动，从阿拉伯化的柏柏尔人称为摩尔人（他们称之为安达鲁斯）的控制之下重新征服半岛。尽管拟合一般标准，除了瓦伦西亚王国，一般上不习惯将这些伊比利亚君主国称为十字军国家。

## 延伸閲讀
- Holt, Peter Malcolm. . Pearson Longman. 2004  [2021-03-01]. ISBN 978-0-582-36931-3. （原始内容存档于2020-12-08）.
- Jonathan Riley-Smith, The Feudal Nobility and the Kingdom of Jerusalem, 1174–1277. The Macmillan Press, 1973.